# Ich und meine Liebe
Ich und meine Liebe ist ein französisches Liebesdrama von Arnaud Desplechin aus dem Jahr 1996.

## Handlung
Paul Dédalus ist 29 Jahre alt, arbeitet als Hauptassistent für Philosophie an der Universität Paris-Nanterre, hat jedoch bestimmte Prüfungen nicht abgelegt, um seine Dissertation abschließen zu können. Stattdessen arbeitet er als Dozent. Auch in der Liebe ist er in einer Sackgasse angelangt: Seit zehn Jahren ist er mit Esther zusammen, doch können beide weder mit- noch ohneeinander. Paul lebt mit seinem Cousin Bob zusammen und hat seit zwei Jahren eine Affäre mit Sylvia, der Verlobten seines besten Freundes Nathan, mit dem er studiert hat und den er bewundert.
Pauls Leben wird plötzlich durch zwei Neuerungen erschüttert: Er erfährt, dass an der Universität sein ehemaliger Studienfreund Frédéric Rabier zu arbeiten beginnen wird. Er und Frédéric haben sich zerstritten, obwohl Paul nicht mehr weiß, warum. Auch Nathan kann es ihm nicht sagen. Paul begleitet am Silvestertag mit Esther, Bob und dessen Freundin Patricia Nathan und Sylvia auf eine Feier von Nathans Freund Jean-Jacques. Hier lernt Paul Jean-Jacques’ Freundin Valérie kennen. Sie gilt im Freundeskreis als verrückt, macht auf Paul jedoch Eindruck.
Im neuen Jahr nimmt sich Paul vor, Esther zu verlassen, sollte die an der Sorbonne für ein Übersetzerstudium angenommen werden. Valérie wiederum sucht Paul in der Universität auf und bittet ihn, ihre Diplomarbeit zu betreuen. Er stimmt zu; Nathan rät Paul von einer Affäre mit Valérie ab, weiß er doch von Jean-Jacques, dass dieser in der Beziehung mit Valérie emotional manipuliert wird, sich aus der Beziehung jedoch nicht lösen kann.
Mit Nathan begibt sich Paul auf eine Ausstellung von Frédéric Rabier. Dieser hat einen echten Affen dabei, den er als exzentrisches Haustier hält. Wenig später bittet Frédéric Paul um Hilfe, da der Affe unter einer Heizung festgeklemmt ist. Paul befreit den Affen, der jedoch in der Heizung zerquetscht wurde und tot ist. Er entsorgt den Affen; Frédéric gibt ihm nicht die Hand, da sie beschmutzt ist, und bedankt sich auch nicht. Paul beginnt eine Affäre mit Valérie und berichtet ihr auch von seiner Affäre mit Sylvia, die jedoch vorbei ist. Als Esther an der Sorbonne angenommen wird, trennt sich Paul von Esther. Sie kann die Trennung nicht akzeptieren, führt lange Gespräch mit ihm und zieht sich schließlich in ihr Studium zurück. Sie setzt die Pille ab und denkt eine Zeitlang, schwanger zu sein, da ihre Monatsblutung ausbleibt. Sie begibt sich in ärztliche Behandlung.
Paul erlebt beim Joggen einen psychischen Zusammenbruch und hat in der Folge Angst, das Haus zu verlassen. Mit Valérie kommt es zu Spannungen, da sie seine Verletzlichkeit nicht braucht. Als sie in einem seiner Kurse auftaucht, wirft er sie raus. Sie behauptet, so zu sein, wie sie ist, weil sie im Alter von 12 Jahren von ihrem Vater missbraucht wurde. Paul und Valérie verbindet eine Hassliebe; er reicht an der Universität seine vorzeitige Kündigung ein, wird jedoch seine Doktorarbeit beenden und auch Valéries Arbeit bis zum Ende betreuen. Sylvie kündigt Valérie die Freundschaft, als sie erfährt, dass sie und Paul ein Verhältnis haben. Paul wiederum will endlich Klarheit haben, wie Frédéric zu ihm steht. Er wird von Frédéric an der Universität ignoriert und sucht ihn daher auf und konfrontiert ihn mit seinem Verhalten. Frédéric gibt an, ihn nicht zu kennen, und versucht, ihn loszuwerden. Frédéric wirft ihn aus seinem Büro und verletzt sich beim Zuwerfen der Tür schwer an der Hand. Seine Wut auf Paul hat nun eine Ursache. Später besucht Paul eine Feier, auf der auch Valérie mit Jean-Jacques erscheint. Paul geht ihr aus dem Weg und liest heimlich Notizen von ihr, aus denen hervorgeht, dass sie hinsichtlich der Vergewaltigung gelogen hat. Er stellt sie zur Rede, doch weicht sie ihm aus. Er erkennt, dass ihre Beziehung keine Zukunft hat. Er trifft sich mit Esther, die ihm deutlich macht, dass sie immer Teil seines Lebens sein wird, auch wenn sie nicht mehr zusammen sind. Sie ist seine Heimat, der „unendliche Teil“ seines Lebens. Wenig später kriegt Esther im Studentenwohnheim ihre Monatsblutung und bricht lachend und weinend in der Dusche zusammen. Paul beendet seine Doktorarbeit, die nach Willen Nathans Sylvia Korrekturlesen und für die Publikation vorbereiten soll. Sylvia lehnt eine Arbeit für Paul ab, da sie ihm seine Affäre mit Valérie übelnimmt. Beide sprechen sich aus und er gesteht ihr, dass er sie geliebt hat. Sie sagt ihm, dass sie ihn verändert habe. Er erkennt, dass auch Esther ihn tiefgreifend verändert hat, sein Leben, auch wenn er neu beginnt, bisher also nicht umsonst war.

## Produktion
Ich und meine Liebe war nach Die Wache der zweite Langfilm, bei dem Arnaud Desplechin Regie führte. Die Dreharbeiten begannen im Herbst 1994. Die Kostüme schufen Claire Gerard-Hirne und Delphine Hayat, die Filmbauten stammen von Antoine Platteau.
Desplechin ließ eigene Erfahrungen in das Drehbuch einfließen, so gilt Paul Dédalus als Alter Ego des Regisseurs, während der bewunderte Freund Nathan im wahren Leben Éric Rochant war. Der Originaltitel des Films sollte ursprünglich Comment je me suis disputé avec … Éric Barbier heißen, wobei Desplechins früherer Kommilitone Éric Barbier im Film durch Frédéric Rabier verkörpert wird. Aufgrund einer gerichtlichen Auseinandersetzung wurde der Filmtitel schließlich geändert. Die Figur des Paul Dédalus erscheint auch in Desplechins späterem Film Ein Weihnachtsmärchen (2008). Im Jahr 2015 erschien mit Meine goldenen Tage (Trois souvenirs de ma jeunesse) ein Prequel zu Ich und meine Liebe, wobei erneut Mathieu Amalric die Rolle des erwachsenen Paul Dédalus übernahm.
Aufgrund der Filmlänge von fast drei Stunden plante Desplechin zunächst, Ich und meine Liebe in zwei Teilen zu veröffentlichen. Als der Film jedoch in voller Länge für eine Premiere bei den Internationalen Filmfestspielen von Cannes im Mai 1996 ausgewählt wurde, verzichtete man auf eine Teilung. Der Film lief nach seiner Premiere in Cannes am 12. Juni 1996 in den französischen Kinos an; in Deutschland erfolgte hingegen kein Kinostart. ARTE zeigte den Film am 5. Oktober 1998 erstmals im deutschen Fernsehen.

## Synchronisation
| Rolle                  | Darsteller               | Synchronsprecher    |
| ---------------------- | ------------------------ | ------------------- |
| Paul Dedalus           | Mathieu Amalric          | David Nathan        |
| Esther                 | Emmanuelle Devos         | Anja Kling          |
| Nathan                 | Emmanuel Salinger        | Charles Rettinghaus |
| Sylvia                 | Marianne Denicourt       | Carola Ewert        |
| Bob                    | Thibault de Montalembert | Klaus-Peter Grap    |
| Patricia               | Chiara Mastroianni       | Judy Weiss          |
| Jean-Jacques           | Denis Podalydès          | Torsten Michaelis   |
| Valerie                | Jeanne Balibar           | Heike Schroetter    |
| Ivan                   | Fabrice Desplechin       | Tobias Meister      |
| Marou                  | Hélène Lapiower          | Schaukje Könning    |
| Frédéric Rabier        | Michel Vuillermoz        | Stefan Staudinger   |
| Chernov                | Roland Amstutz           | Michael Chevalier   |
| spiritueller Begleiter | Philippe Duclos          | Hans-Jürgen Wolf    |

## Auszeichnungen
Auf den Internationalen Filmfestspielen von Cannes wurde Ich und meine Liebe 1996 für die Goldene Palme nominiert. Mathieu Amalric gewann 1997 den César als Bester Nachwuchsdarsteller. Jeanne Balibar und Emmanuelle Devos waren jeweils für den César als Beste Nachwuchsdarstellerin nominiert.